# Obermelsungen
Obermelsungen ist ein Stadtteil von Melsungen im nordhessischen Schwalm-Eder-Kreis.

## Geographie
Obermelsungen liegt 1,6 km südwestlich der Kernstadt am Kesselbach und an der Fulda im Fulda-Werra-Bergland. Der Ort, an der Friedrich-Wilhelms-Nordbahn befindlich, gehört zum Nordhessischen Verkehrsverbund.

## Geschichte

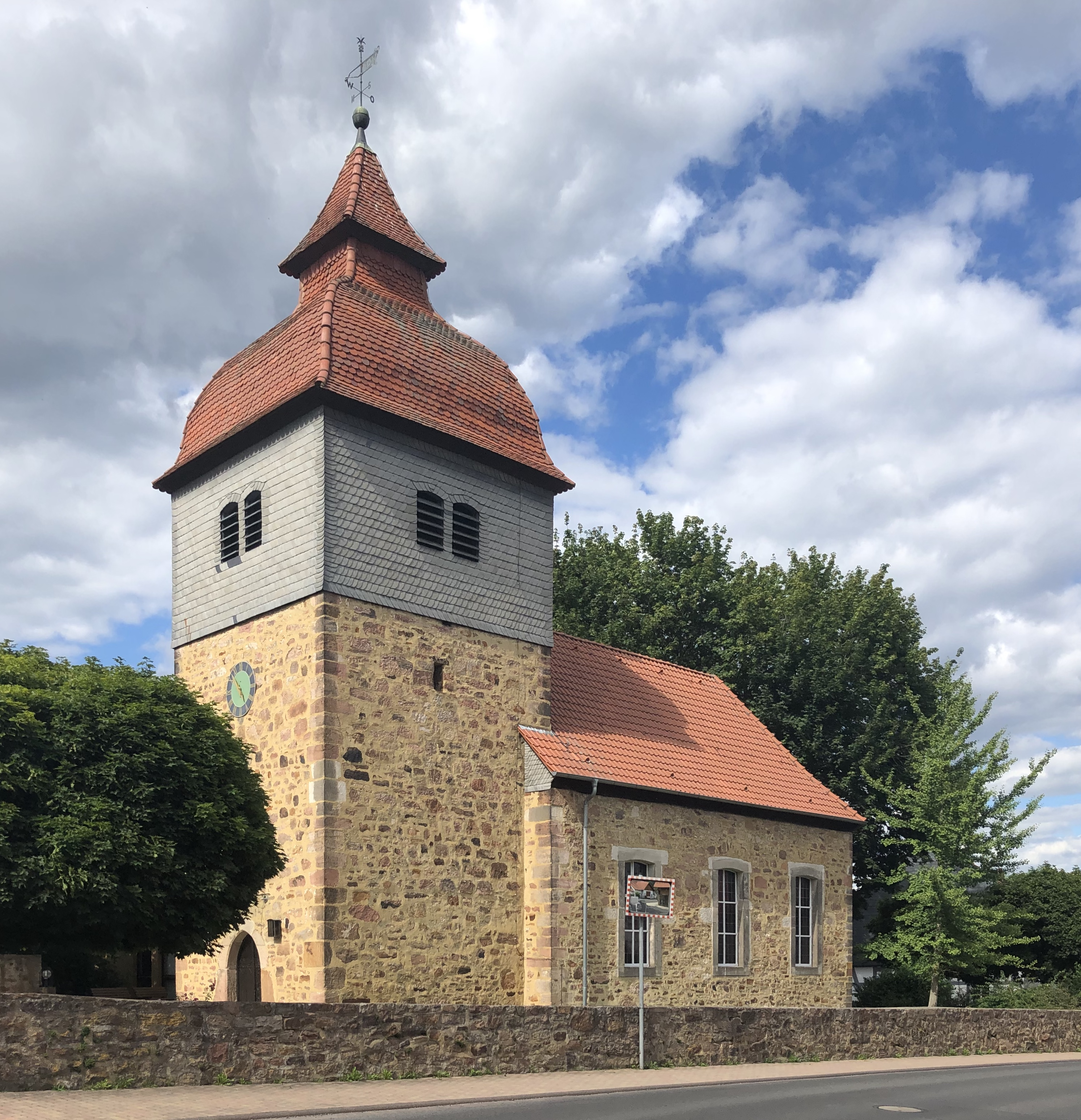
Kirche Obermelsungen

Erstmals urkundlich erwähnt wurde der Ort im Jahre 1151 mit dem Namen „Supermelsungen“. Im Jahre 1300 bestand das Dorf aus einem Gutshof und drei kleinen Vorwerken. Um 1500 wurde ein Wehrturm errichtet, an den 1744–1746 von Giovanni Ghezzi eine Kirche angebaut wurde. Ein Lehrer wird schon 1730 für den Ort genannt.
Zum 31. Dezember 1971 wurde die bis dahin selbständige Gemeinde Obermelsungen im Zuge der Gebietsreform in Hessen auf freiwilliger Basis in die Stadt Melsungen eingemeindet. Für Obermelsungen, wie für die übrigen bei der Gebietsreform nach Melsungen eingegliederten Gemeinden, wurde ein Ortsbezirk mit Ortsbeirat und Ortsvorsteher nach der Hessischen Gemeindeordnung gebildet.

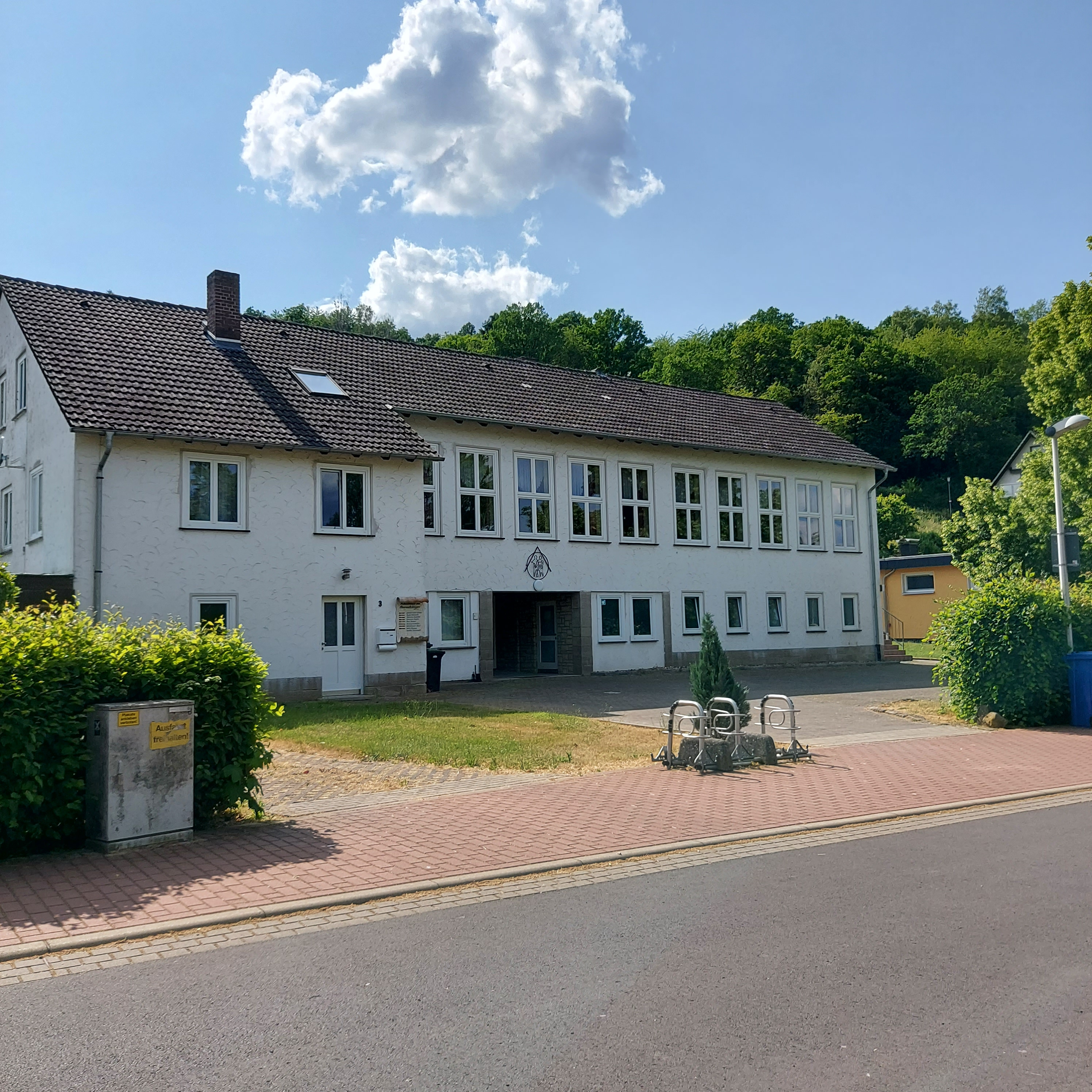
Das Dorfgemeinschaftshaus in der ehemaligen Schule.

Im Jahr 1975 wurde die ehemalige Schule zum Dorfgemeinschaftshaus umgebaut.

## Bevölkerung
Einwohnerstruktur 2011
Nach den Erhebungen des Zensus 2011 lebten am Stichtag dem 9. Mai 2011 in Obermelsungen 675 Einwohner. Darunter waren 12 (1,8 %) Ausländer.
Nach dem Lebensalter waren 120 Einwohner unter 18 Jahren, 258 zwischen 18 und 49, 147 zwischen 50 und 64 und 153 Einwohner waren älter.
Die Einwohner lebten in 291 Haushalten. Davon waren 75 Singlehaushalte, 105 Paare ohne Kinder und 90 Paare mit Kindern, sowie 15 Alleinerziehende und 6 Wohngemeinschaften. In 72 Haushalten lebten ausschließlich Senioren und in 186 Haushaltungen lebten keine Senioren.
Einwohnerentwicklung
 Quelle: Historisches Ortslexikon
- 1585: 18 Haushaltungen[1]
- 1747: 26 Haushaltungen[1]

| Obermelsungen: Einwohnerzahlen von 1834 bis 2020 | Obermelsungen: Einwohnerzahlen von 1834 bis 2020 | Obermelsungen: Einwohnerzahlen von 1834 bis 2020 | Obermelsungen: Einwohnerzahlen von 1834 bis 2020 | Obermelsungen: Einwohnerzahlen von 1834 bis 2020 |
| --- | ------------------------------------------------ | ------------------------------------------------ | ------------------------------------------------ | ------------------------------------------------ |
| Jahr |                                                  |                                                  |                                                  | Einwohner                                        |
| 1834 | 1834                                             |                                                  | 203                                              | 203                                              |
| 1840 | 1840                                             |                                                  | 226                                              | 226                                              |
| 1846 | 1846                                             |                                                  | 223                                              | 223                                              |
| 1852 | 1852                                             |                                                  | 216                                              | 216                                              |
| 1858 | 1858                                             |                                                  | 206                                              | 206                                              |
| 1864 | 1864                                             |                                                  | 231                                              | 231                                              |
| 1871 | 1871                                             |                                                  | 247                                              | 247                                              |
| 1875 | 1875                                             |                                                  | 255                                              | 255                                              |
| 1885 | 1885                                             |                                                  | 261                                              | 261                                              |
| 1895 | 1895                                             |                                                  | 265                                              | 265                                              |
| 1905 | 1905                                             |                                                  | 272                                              | 272                                              |
| 1910 | 1910                                             |                                                  | 264                                              | 264                                              |
| 1925 | 1925                                             |                                                  | 262                                              | 262                                              |
| 1939 | 1939                                             |                                                  | 316                                              | 316                                              |
| 1946 | 1946                                             |                                                  | 508                                              | 508                                              |
| 1950 | 1950                                             |                                                  | 528                                              | 528                                              |
| 1956 | 1956                                             |                                                  | 454                                              | 454                                              |
| 1961 | 1961                                             |                                                  | 486                                              | 486                                              |
| 1967 | 1967                                             |                                                  | 490                                              | 490                                              |
| 1970 | 1970                                             |                                                  | 576                                              | 576                                              |
| 1980 | 1980                                             |                                                  | ?                                                | ?                                                |
| 1990 | 1990                                             |                                                  | ?                                                | ?                                                |
| 1998 | 1998                                             |                                                  | 750                                              | 750                                              |
| 2011 | 2011                                             |                                                  | 675                                              | 675                                              |
| 2020 | 2020                                             |                                                  | 720                                              | 720                                              |
| Datenquelle: Historisches Gemeindeverzeichnis für Hessen: Die Bevölkerung der Gemeinden 1834 bis 1967. Wiesbaden: Hessisches Statistisches Landesamt, 1968. Weitere Quellen: LAGIS; 1970:; Stadt Melsungen:; Zensus 2011 |                                                  |                                                  |                                                  |                                                  |

Historische Religionszugehörigkeit
| • 1885: | 261 evangelische (= 100 %) Einwohner                               |
| • 1961: | 416 evangelische (= 85,60 %), 63 katholische (= 12,96 %) Einwohner |

## Politik
Für Obermelsungen besteht ein Ortsbezirk (Gebiete der ehemaligen Gemeinde Obermelsungen) mit Ortsbeirat und Ortsvorsteher nach der Hessischen Gemeindeordnung.
Der Ortsbeirat besteht aus sieben Mitgliedern. Bei den Kommunalwahlen in Hessen 2021 betrug die Wahlbeteiligung zum Ortsbeirat 53,04 %. Es erhielten die SPD mit 86,81 % der Stimmen sechs Sitze und die CDU mit 13,19 % einen Sitz. Der Ortsbeirat wählte Peter Lindner (SPD) zum Ortsvorsteher.

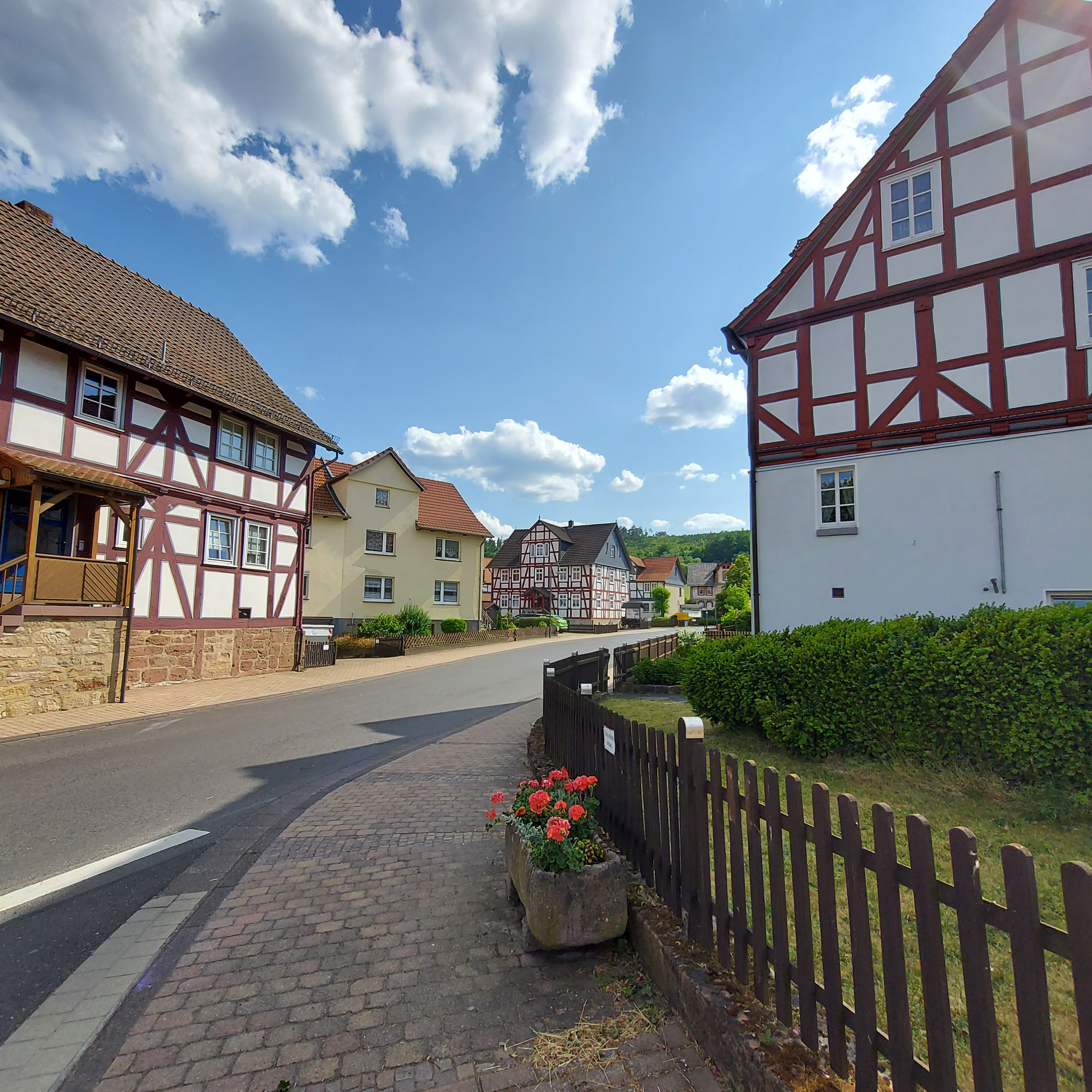
Obermelsungen ist geprägt von Fachwerkhäusern.